# Ikosidigontal
Ikosidigontal är en sorts figurtal som representerar en ikosidigon. Det n:te ikosidigontalet ges av formeln
{\displaystyle {\frac {20n^{2}-18n}{2}}}
De första ikosidigontalen är:
0, 1, 22, 63, 124, 205, 306, 427, 568, 729, 910, 1111, 1332, 1573, 1834, 2115, 2416, 2737, 3078, 3439, 3820, 4221, 4642, 5083, 5544, 6025, 6526, 7047, 7588, 8149, 8730, 9331, 9952, 10593, 11254, 11935, 12636, 13357, 14098, 14859, … (talföljd A051874 i OEIS)